# Пармас, Анна Яковлевна
А́нна Я́ковлевна Па́рмас (род. 24 мая 1970, Ленинград) — российская режиссёр и сценаристка.

## Биография
Родилась в Ленинграде 24 мая 1970 года. Отец — эстонец, мать — русская. В детстве мечтала стать актрисой, но под влиянием отца выбрала профессию инженера и поступила в ЛИАП (ныне — Санкт-Петербургский государственный университет аэрокосмического приборостроения — ГУАП), который окончила в 1993 году.
В дальнейшем по специальности не работала. Пробовала себя на «Ленфильме» и в фирме «Art Pictures Петербург» в качестве помощника режиссёра, через два года ушла на радио «Модерн». C 1995 по 2004 год в соавторстве с первым мужем Андреем Балашовым запускает популярные телепроекты с участием Дмитрия Нагиева и Сергея Роста: «Осторожно, модерн!», «Осторожно, модерн! 2» и ток-шоу «Однажды вечером». Передачи выходили на Шестом канале петербургского телевидения, а также на СТС, ТНТ и РТР.
В 2004 году команда «Модерна» распалась. С 2004 по 2007 год в качестве режиссёра и сценариста Пармас работала на различных телеканалах, в том числе на студии «Беларусьфильм», где сняла мини-сериал «Нежная зима», и на «Пятом канале», для которого снимала телеигру «Против мафии».
В 2007 году кинорежиссёр и сценаристка Авдотья Смирнова предложила написать совместный сценарий для новой кинокомедии; по словам Смирновой, с тех пор они стали ближайшими подругами. В соавторстве они создали фильмы «Два дня» и «Кококо», отмеченные призами на кинофестивалях и номинациями на премии «Ника» и «Золотой орёл». В фильме «Кококо» состоялся дебют Пармас в качестве актрисы (она сыграла небольшую роль домработницы). Творческое сотрудничество с Авдотьей Смирновой продолжается.
В 2015 году выступила режиссёром видео на песню «Вип» группы «Ленинград». Также стала режиссёром последующих клипов группы: «ЗОЖ», «Экспонат», «Экстаз», «В Питере — пить», «Кабриолет» и «Сиськи».
В июле 2017 года выступала режиссёром и креативным продюсером телепередачи «Мотив преступления» на «Пятом канале».
Весной 2022 года запущены снятые ею как режиссёром сериалы: в марте на канале ТНТ телесериал «Исправление и наказание», а в апреле на онлайн-платформах сериал «Нереалити».
Весной 2024 года приступила к съёмкам нового сериала «Дорогой родственник» в Санкт-Петербурге.

### Личная жизнь
Замужем, трое детей.

## Фильмография
- «Криминальное чтиво»
- «Большой Лебовски»
- «После прочтения сжечь»
- «Крепкий орешек»
- «Терминатор»
- «Свой среди чужих, чужой среди своих»
- «Осенний марафон»
- «Пули над Бродвеем»
- «Тельма и Луиза»
- «Большой куш»

- 1995 — Полный модерн (телевизионная программа) — режиссёр, сценарист (совместно с Сергеем Ростом)
- 1996—1998 — Осторожно, модерн! (комедийный сериал) — режиссёр, сценарист (совместно с Сергеем Ростом)
- 1996—2002 — Однажды вечером (телевизионная программа) — режиссёр
- 1999 — Полный модерн! (комедийный сериал) — режиссёр, сценарист (совместно с Сергеем Ростом)
- 2001—2003 — Осторожно, модерн! 2 (комедийный сериал) — режиссёр, сценарист
- 2002 — Камера, мотор! (комедийный сериал) — режиссёр, сценарист
- 2003 — Барская усадьба (Осторожно, модерн! 2004) (новогодний телемюзикл) — режиссёр, сценарист
- 2004 — Осторожно, Задов! (комедийный сериал) — сценарист
- 2005 — Нежная зима (телевизионный мини-сериал) — режиссёр, сценарист
- 2007 — Зачем вы, девочки? — режиссёр, сценарист
- 2009 — Ленинградские истории (документальный) — режиссёр
- 2011 — На крючке! — сценарист
- 2011 — Два дня — сценарист, эпизодическая роль
- 2012 — Кококо — сценарист, актриса (домработница Надя)[19]
- 2012 — Плов — сценарист
- 2014 — Семейка Триллера — сценарист
- 2016 — Петербург. Только по любви — режиссёр, сценарист (новелла «Девочки»)[20]
- 2018—2021 — Света с того света — сценарист
- 2018 — История одного назначения — сценарист, актриса (мать Дашутки)
- 2018 — День до — актриса (Лидия Вячеславовна, писательница)
- 2018 — Ёлки Последние — режиссёр
- 2018 — Давай разведёмся — режиссёр, сценарист
- 2019 — Шторм — актриса (сотрудник прокуратуры)
- 2021 — Вертинский — сценарист
- 2022 — Неженское дело — сценарист
- 2022 — Исправление и наказание (сериал) — режиссёр
- 2022 — Нереалити (сериал) — режиссёр[21]

### Клипы
- 2015 — Вип (группа «Ленинград») — режиссёр
- 2015 — ЗОЖ (группа «Ленинград») — режиссёр
- 2016 — Экспонат (группа «Ленинград») — режиссёр
- 2016 — В Питере — пить (группа «Ленинград») — режиссёр
- 2016 — Сиськи (группа «Ленинград») — режиссёр
- 2017 — Экстаз (группа «Ленинград») — режиссёр[22]
- 2017 — Кандидат (группа «Ленинград») — режиссёр
- 2019 — Кабриолет (группа «Ленинград») — режиссёр

## Театральные работы
- 2012 — пьеса «Золотой ключик» для благотворительной постановки фонда «Тёплый дом»[23]
- 2013 — пьеса «Всё будет „Терем’ОК“» для благотворительной постановки фонда «Тёплый дом»[24]

## Награды и номинации
- 2012 — фестиваль «Амурская осень», Благовещенск — приз за Лучший сценарий (совместно с Авдотьей Смирновой) (фильм «Кококо»).
- 2012 — ХХ всероссийский кинофестиваль «Виват, кино России!», Санкт-Петербург[25] — приз За лучший сценарий (совместно с Авдотьей Смирновой) (фильм «Кококо»).
- 2018 — кинофестиваль «Кинотавр» — приз за лучший сценарий им. Г. Горина (фильм «История одного назначения»)[26]
- 2019 — кинопремия «Золотой орёл» (фильм «История одного назначения») — премия за лучший сценарий (совместно с Авдотьей Смирновой и Павлом Басинским)
- 2019 — кинопремия «Ника» (фильм «История одного назначения») — премия за лучший сценарий (совместно с Авдотьей Смирновой и Павлом Басинским)[27].
- 2019 — приз за лучший сценарий (совместно с Марией Шульгиной и Елизаветой Тихоновой), приз «Кинотавр. Дебют» (фильм «Давай разведемся»), а также приз зрительских симпатий на XXX Открытом российском кинофестивале «Кинотавр» в Сочи[28][19].